# Portada/efemèride setembre 18
El castell de Cardona
« 17 de setembre · 18 de setembre · 19 de setembre »